# Луїс Феліпе Рамос Маркі
Луїс Феліпе Рамос Маркі (порт. Luiz Felipe Ramos Marchi, нар. 22 березня 1997, Коліна) — бразильський і італійський футболіст, центральний захисник іспанського «Реал Бетіс».
Грав за молодіжну збірну Бразилії та національну збірну Італії.

## Клубна кар'єра
Народився 22 березня 1997 року в місті м. Вихованець юнацької команди клубу «Ітуано». У дорослому футболі дебютував 2015 року виступами за основну команду того ж клубу, в якій провів один сезон, взявши участь у 9 матчах чемпіонату. 
Своєю грою за цю команду привернув увагу представників тренерського штабу клубу «Лаціо», до складу якого приєднався 2016 року. Проте відразу ж був відданий в оренду до друголігового клубу «Салернітана», у складі якого провів наступний рік своєї кар'єри гравця. 
До «Лаціо» повернувся 2017 року. В сезоні 2017/18 дебютував за римську команду в найвищому італійському дивізіоні. Загалом відіграв за команду п'ять сезонів, здебільшого як гравець ротації.
4 липня 2022 року уклав п'ятирічний контракт з іспанським клубом «Реал Бетіс».

## Виступи за збірну
2016 року залучався до складу молодіжної збірної Бразилії. На молодіжному рівні зіграв у 2 офіційних матчах.
Маючи прадіда-італійця, отримав італійське громадянство і на початку 2022 року був уперше викликаний до лав національної збірної Італії. В офіційних іграх у її складі дебютував влітку того ж року, вийшовши на заміну у грі Ліги націй УЄФА проти Німеччини.
| Дата      | Місто         | Господарі | Результат | Гості  | Турнір                               | Голи | Примітки |
| --------- | ------------- | --------- | --------- | ------ | ------------------------------------ | ---- | -------- |
| 14-6-2022 | Менхенгладбах | Німеччина | 5 – 2     | Італія | Ліга націй УЄФА 2022-2023 - 1-й етап | -    | 44'      |
| Усього    |               | Матчів    | 1         |        | Голів                                | 0    |          |

## Титули і досягнення
- Володар Суперкубка Італії з футболу (2):

«Лаціо»:  2017, 2019
- Володар Кубка Італії (1):

«Лаціо»: 2018-19